# Prvenstvo Hrvatske u šahu 2007.
Prvenstvo Hrvatske u šahu za 2007. godinu odigrano je u Splitu, 16.-29. siječnja 2008.
Konačni poredak:
```
     1. 
Hrvoje Stević
     GM 2531   8
     2. 
Robert Zelčić
     GM 2587   7
  3.-6. 
Krunoslav Hulak
   GM 2552   6,5
        
Bojan Kurajica
    GM 2556   6,5
        
Alojzije Janković
 GM 2541   6,5
        
Zoran Jovanović
   GM 2525   6,5
  7.-8. 
Ivan Šarić
        IM 2482   6
        
Ognjen Cvitan
     GM 2535   6
 9.-10. 
Mladen Palac
      GM 2575   5,5
        
Goran Dizdar
      GM 2564   5,5
    11. 
Zdenko Kožul
      GM 2600   5
12.-13. 
Saša Režan
        IM 2390   4,5
        
Ante Brkić
        GM 2558   4,5
```